# A Cure for Pokeritis
A Cure for Pokeritis is een Amerikaanse dramafilm uit 1912. De film werd in 2011 opgenomen in de National Film Registry.

## Rolverdeling
| Acteur      | Personage   |
| ----------- | ----------- |
| John Bunny  | Mr. Sharpe  |
| Flora Finch | Mrs. Sharpe |